# Pachnolit
Pachnolit – minerał z gromady halogenków, jednowodny heksafluoroglinian sodowo-wapniowy.
Jest produktem rozpadu kryolitu.
Kruche, cienkie kryształy niemal zawsze w formie pseudorombowych zbliźniaczeń, również w formie skupień drobnoziarnistych i gruboziarnistych, zbite masy, nacieki.

## Występowanie
Pachnolit występuje w Ivigtut na Grenlandii, jak również w druzdach niektórych granitów.
Współwystępuje z identycznym pod względem składu chemicznego tomsenolitem. Pachnolit różni się od niego jedynie pokrojem kryształów. Wszystkie inne cechy obu minerałów są bardzo podobne.